# ASK1
ASK1(«киназа, регулирующая сигнал к апоптозу, тип 1»; англ. apoptosis signal-regulating kinase 1; КФ:2.7.11.25), или MAP3K5 («митоген-активируемая белковая киназа киназы киназы 5»; англ. mitogen-activated protein kinase kinase kinase 4) — цитозольная серин/треониновая протеинкиназа семейства MAP3K. Продукт гена MAP3K5. Активирует киназы JNK и p38 Raf-независимым образом в ответ на ряд стрессовых сигналов, включая оксидативный стресс, стресс эндоплазматического ретикулума и подъём кальция. ASK1 связан с раком, диабетом, ревматоидным артритом, сердечно-сосудистыми и нейродегееративными заболеваниями.

## Функция
Протеинкиназа MAP3K5/ASK1 играет роль во врождённом иммунитете. Опосредует перенос сигнала от различных индикаторов клеточного стресса, включая оксидативный стресс, и от рецептор-зависимых сигналов, таких как ФНО и липополисахарид. После активации MAP3K5 действует на активаторы сигнальных каскадов MKK/JNK и p38 MAPK, фосфорилируя и стимулируя несколько MAP2K, такие как MAP2K4/SEK1, MAP2K3/MKK3, MAP2K6/MKK6 и MAP2K7/MKK7. Эти MAP2K в свою очередь активируют протеинкиназы классов p38 MAPKs и JNK, которые контролируют фактор транскрипции AP-1.

## Ген и белок
Ген MAP3K5 расположен на хромосоме 6 в локусе 6q22.33. Фермент ASK1 состоит из 1 374 аминокислот, молекулярная масса 154,5 кДа.

## Взаимодействия
ASK1/MAP3K5 взаимодействует с C-Raf, CDC25A, DAXX,, DUSP19,, EIF2AK2,, GADD45B,, HSPA1A,, MAP2K6,, MAP3K7, MAPK8IP3,, PDCD6,, PPP5C,, RB1CC1,, TRAF2,, TRAF5,  и TRAF6..